# Боббі Рейнольдс
Боббі Рейнольдс (англ. Bobby Reynolds; нар. 17 липня 1982) — колишній американський тенісист.
Найвищу одиночну позицію світового рейтингу — 63 місце досяг 2 лютого, 2009, парну — 46 місце — 4 травня, 2009 року.
Здобув 1 парний титул.
Найвищим досягненням на турнірах Великого шолома було 3 коло в одиночному та парному розрядах.
Завершив кар'єру 2014 року.

## Фінали турнірів ATP за кар'єру

### Парний розряд: 3 (1–2)
| Легенда                                     |
| ------------------------------------------- |
| Турніри Великого шлема (0–0)                |
| Фінали Світового туру ATP (0–0)             |
| Серія Мастерс 1000 Світового Туру ATP (0–1) |
| Серія 500 Світового туру ATP (0–0)          |
| Серія 250 Світового туру ATP (2–1)          |

| Титули за покриттям |
| ------------------- |
| Тверде (2–1)        |
| Ґрунт (0–1)         |
| Трава (0–0)         |
| Килим (0–0)         |

| Результат | В-П | Дата     | Турнір            | Покриття | Партнер     | Суперники                    | Рахунок  |
| --------- | --- | -------- | ----------------- | -------- | ----------- | ---------------------------- | -------- |
| Поразка   | 0–1 | Сер 2005 | Нью-Гейвен, США   | Тверде   | Ражів Рам   | Гастон Етліс Мартін Родрігес | 4–6, 3–6 |
| Перемога  | 1–1 | Лип 2006 | Індіанаполіс, США | Тверде   | Енді Роддік | Пол Голдстейн Джим Томас     | 6–4, 6–4 |
| Поразка   | 1–2 | Вер 2008 | Пекін, КНР        | Тверде   | Ешлі Фішер  | Стівен Гасс Росс Гатчінс     | 5–7, 4–6 |

## Фінали ATP Челленджер і ITF Ф'ючерс

### Одиночний розряд: 19 (11–8)
| Легенда               |
| --------------------- |
| ATP Челленджер (10–7) |
| ITF Ф'ючерс (1–1)     |

| Фінали за покриттям |
| ------------------- |
| Тверде (10–8)       |
| Ґрунт (1–0)         |
| Трава (0–0)         |
| Килим (0–0)         |

| Результат | В-П  | Дата     | Турнір                         | Рівень     | Покриття | Суперник          | Рахунок                  |
| --------- | ---- | -------- | ------------------------------ | ---------- | -------- | ----------------- | ------------------------ |
| Поразка   | 0–1  | Чер 2003 | США F15, Чико (Каліфорнія)     | Ф'ючерс    | Тверде   | Матіас Бекер      | 2–6, 2–6                 |
| Перемога  | 1–1  | Вер 2004 | США F24, Клермонт (Каліфорнія) | Ф'ючерс    | Тверде   | Гантлі Монтґомері | 4–6, 6–2, 6–3            |
| Поразка   | 1–2  | Лип 2005 | Lexington Challenger, США      | Челленджер | Тверде   | Дуді Села         | 3–6, 6–3, 4–6            |
| Поразка   | 1–3  | Вер 2005 | Лаббок, США                    | Челленджер | Тверде   | Рамон Дельгадо    | 6–2, 6–7(5–7), 3–6       |
| Перемога  | 2–3  | Лис 2005 | Нашвілл, США                   | Челленджер | Тверде   | Рамон Дельгадо    | 6–4, 6–4                 |
| Перемога  | 3–3  | Жов 2006 | Талса, США                     | Челленджер | Тверде   | Майкл Расселл     | 7–6(7–3), 6–3            |
| Перемога  | 4–3  | Тра 2007 | Нейплс, США                    | Челленджер | Ґрунт    | Роберт Кендрік    | 7–6(7–5), 6–4            |
| Поразка   | 4–4  | Чер 2007 | Юба-Сіті, США                  | Челленджер | Тверде   | Кевін Кім         | 4–6, 6–0, 3–6            |
| Поразка   | 4–5  | Лип 2007 | Аптос, США                     | Челленджер | Тверде   | Доналд Янг        | 5–7, 0–6                 |
| Перемога  | 5–5  | Кві 2008 | Таллахассі, США                | Челленджер | Тверде   | Роберт Кендрік    | 5–7, 6–4, 6–3            |
| Перемога  | 6–5  | Кві 2008 | Батон-Руж, США                 | Челленджер | Тверде   | Ігор Куніцин      | 6–3, 6–7(3–7), 7–5       |
| Перемога  | 7–5  | Лис 2008 | Ноксвілл, США                  | Челленджер | Тверде   | Лука Грегорць     | 6–4, 6-2                 |
| Перемога  | 8–5  | Чер 2010 | Охай, США                      | Челленджер | Тверде   | Марінко Матосевич | 3–6, 7–5, 7–5            |
| Перемога  | 9–5  | Вер 2010 | Талса, США                     | Челленджер | Тверде   | Лестер Кук        | 6–3, 6–3                 |
| Поразка   | 9–6  | Бер 2011 | Рімускі, Канада                | Челленджер | Тверде   | Фріц Волмаранс    | 7–6(7–2), 3–6, 6-7(3–7), |
| Перемога  | 10–6 | Тра 2011 | Леон, Мексика                  | Челленджер | Тверде   | Андре Бегеманн    | 6–3, 6–3                 |
| Поразка   | 10–7 | Лип 2011 | Віннетка, США                  | Челленджер | Тверде   | Джеймс Блейк      | 3–6, 1–6                 |
| Перемога  | 11–7 | Вер 2011 | Талса, США                     | Челленджер | Тверде   | Майкл Макклун     | 6–1, 6–3                 |
| Поразка   | 11–8 | Лис 2012 | Ноксвілл, США                  | Челленджер | Тверде   | Майкл Расселл     | 3–6, 2-6                 |

### Парний розряд: 43 (28–15)
| Легенда                |
| ---------------------- |
| ATP Челленджер (25–13) |
| ITF Ф'ючерс (3–2)      |

| Фінали за покриттям |
| ------------------- |
| Тверде (25–13)      |
| Ґрунт (3–1)         |
| Трава (0–0)         |
| Килим (0–1)         |

| Результат | В-П   | Дата     | Турнір                         | Рівень     | Покриття | Партнер           | Суперники                              | Рахунок                    |
| --------- | ----- | -------- | ------------------------------ | ---------- | -------- | ----------------- | -------------------------------------- | -------------------------- |
| Перемога  | 1–0   | Сер 2002 | США F22, Декейтер (Іллінойс)   | Ф'ючерс    | Тверде   | Джон-Пол Фруттеро | Бо Годж Трейс Філдінґ                  | без гри                    |
| Перемога  | 2–0   | Чер 2003 | США F16, Оберн (Каліфорнія)    | Ф'ючерс    | Тверде   | Джон-Пол Фруттеро | Джеймс Пейд K.C. Corkery               | 6–4, 6–4                   |
| Перемога  | 3–0   | Жов 2003 | США F29, Арлінгтон (Техас)     | Ф'ючерс    | Тверде   | Браян Бейкер      | Гамід Мірзаде Вагід Мірзаде            | 6–2, 6–2                   |
| Поразка   | 3–1   | Лис 2003 | США F30, Гаммонд (Луїзіана)    | Ф'ючерс    | Тверде   | Амер Деліч        | Лу Єн-Сун Бруно Соарес                 | 4–6, 4–6                   |
| Поразка   | 3–2   | Вер 2004 | США F24, Клермонт (Каліфорнія) | Ф'ючерс    | Тверде   | Гантлі Монтґомері | Нік Рейні Браян Вілсон                 | 4–6, 4–6                   |
| Перемога  | 4–2   | Кві 2005 | Мехіко, Мексика                | Челленджер | Тверде   | Ражів Рам         | Лукаш Кубот Рік де Вуст                | 6–1, 6–7(7–9), 7–6(7–4)    |
| Перемога  | 5–2   | Лип 2005 | Lexington Challenger, США      | Челленджер | Тверде   | Сковілл Дженкінс  | Роджер Андерсон Рік де Вуст            | 6–4, 6–4                   |
| Перемога  | 6–2   | Жов 2005 | Калабасас, США                 | Челленджер | Тверде   | Амер Деліч        | Гленн Вейнер Збинек Млинарік           | 7–5, 7–6(7–4)              |
| Перемога  | 7–2   | Лют 2006 | Даллас, США                    | Челленджер | Тверде   | Ражів Рам         | Мірко Пегар Душан Вемич                | 6–3, 6–4                   |
| Поразка   | 7–3   | Кві 2006 | Таллахассі, США                | Челленджер | Тверде   | Тріпп Філліпс     | Гленн Вейнер Рік де Вуст               | 6–3, 3–6, 0–1 ret.         |
| Перемога  | 8–3   | Тра 2006 | Туніка-Резортс, США            | Челленджер | Ґрунт    | Джефф Моррісон    | Г'юго Армандо Рікардо Мелло            | 3–6, 7–6(7–5), ]11–9[      |
| Перемога  | 9–3   | Жов 2006 | Талса, США                     | Челленджер | Тверде   | Ражів Рам         | Скотт Ліпскі Девід Мартін              | 6–4, 6–4                   |
| Поразка   | 9–4   | Лют 2007 | Даллас, США                    | Челленджер | Тверде   | Ражів Рам         | Ерік Буторак Джеймі Маррей             | 4–6, 7–6(7–4), [7–10]      |
| Поразка   | 9–5   | Бер 2007 | Кіото, Японія                  | Челленджер | Килим    | Ражів Рам         | Сончат Ратіватана Санчай Ратіватана    | 4–6, 3–6                   |
| Перемога  | 10–5  | Тра 2007 | Форест-Гіллс, США              | Челленджер | Ґрунт    | Ражів Рам         | Сем Варбург Патрік Бріо                | 6–3, 6–4                   |
| Перемога  | 11–5  | Чер 2007 | Карсон, США                    | Челленджер | Тверде   | Ражів Рам         | Алберто Франсіс Віктор Естрелья Бургос | 7–6(10–8), 6–2             |
| Перемога  | 12–5  | Лип 2007 | Аптос, США                     | Челленджер | Тверде   | Ражів Рам         | Джон-Пол Фруттеро Сесіл Маміїт         | 6–7(5–7), 6–3, [10–7]      |
| Поразка   | 12–6  | Вер 2007 | Новий Орлеан, США              | Челленджер | Тверде   | Ражів Рам         | Кевін Андерсон Райлер Дегарт           | 2–6, 3–6                   |
| Поразка   | 12–7  | Вер 2007 | Лаббок, США                    | Челленджер | Тверде   | Рік де Вуст       | Алекс Кузнєцов Раян Світінг            | 3–6, 2–6                   |
| Перемога  | 13–7  | Вер 2007 | Талса, США                     | Челленджер | Тверде   | Ражів Рам         | Олександр Богомолов Браян Вілсон       | 6–4, 6–2                   |
| Перемога  | 14–7  | Лис 2007 | Пусан, Південна Корея          | Челленджер | Тверде   | Ражів Рам         | Рік де Вуст П'єрр-Людовік Дюкло        | 6–0, 6–2                   |
| Перемога  | 15–7  | Лис 2007 | Нашвілл, США                   | Челленджер | Тверде   | Ражів Рам         | Ешлі Фішер Стівен Гасс                 | 6–7(4–7), 6–3, [12–10]     |
| Перемога  | 16–7  | Січ 2008 | Гайльбронн, Німеччина          | Челленджер | Тверде   | Рік де Вуст       | Ігор Куніцин Айсам Куреші              | 7–6(7–2). 6–7(5–7), [10–4] |
| Перемога  | 17–7  | Кві 2008 | Умакао, Пуерто-Рико            | Челленджер | Тверде   | Ражів Рам         | Кевін Кім Лестер Кук                   | 6–3, 6–4                   |
| Перемога  | 18–7  | Кві 2008 | Таллахассі, США                | Челленджер | Тверде   | Ражів Рам         | Раян Світінг Роберт Кендрік            | без гри                    |
| Поразка   | 18–8  | Вер 2008 | Талса, США                     | Челленджер | Тверде   | Ражів Рам         | Ешлі Фішер Стівен Гасс                 | 6–7(4–7), 3–6              |
| Перемога  | 19–8  | Лис 2008 | Шампейн-Урбана, США            | Челленджер | Тверде   | Ражів Рам         | Олів'є Шарруен Ніколя Турт             | 3–6, 6–3, [10–6]           |
| Поразка   | 19–9  | Лис 2008 | Ноксвілл, США                  | Челленджер | Тверде   | Ражів Рам         | Кевін Андерсон Дж.Д. Джонс             | 6–3, 0–6, [7–10]           |
| Перемога  | 20–9  | Бер 2009 | Санрайз, США                   | Челленджер | Тверде   | Ерік Буторак      | Джефф Кутзе Джордан Керр               | 5–7, 6–4, [10–4]           |
| Перемога  | 21–9  | Кві 2009 | Батон-Руж, США                 | Челленджер | Тверде   | Ражів Рам         | Харш Манкад Скотт Удсема               | 6–3, 6–7(6–8), [10–3]      |
| Поразка   | 21–10 | Тра 2009 | Родос, Греція                  | Челленджер | Тверде   | Ражів Рам         | Кароль Бек Ярослав Левинський          | 3–6, 3–6                   |
| Поразка   | 21–12 | Кві 2010 | Таллахассі, США                | Челленджер | Тверде   | Роберт Кендрік    | Стівен Гасс Джозеф Сіріанні            | 2–6, 4–6                   |
| Поразка   | 21–13 | Тра 2010 | Саванна, США                   | Челленджер | Ґрунт    | Фріц Волмаранс    | Джеймі Бейкер Джеймс Ворд              | 2–6, 4–6                   |
| Поразка   | 21–14 | Жов 2010 | Калабасас, США                 | Челленджер | Тверде   | Рік де Вуст       | Раян Гаррісон Тревіс Реттенмаєр        | 3–6, 3–6                   |
| Перемога  | 22–14 | Кві 2011 | Таллахассі, США                | Челленджер | Тверде   | Вашек Поспішил    | Ґо Соеда Джеймс Ворд                   | 6–2, 6–4                   |
| Перемога  | 23–14 | Тра 2011 | Мехіко, Мексика                | Челленджер | Тверде   | Ражів Рам         | Андре Бегеманн Кріс Ітон (тенісист)    | 6–2, 6–2                   |
| Перемога  | 24–14 | Чер 2011 | Гвадалахара, Мексика           | Челленджер | Тверде   | Вашек Поспішил    | Іво Клець П'єрр-Людовік Дюкло          | 6–4, 6–7(6–8), [10–6]      |
| Перемога  | 25–14 | Лип 2011 | Віннетка, США                  | Челленджер | Тверде   | Трет Г'юї         | Джордан Керр Тревіс Перротт            | 7–6(9–7), 6–4              |
| Перемога  | 26–14 | Вер 2011 | Талса, США                     | Челленджер | Тверде   | Девід Мартін      | Кріс Веттенґел Сем Кверрі              | 6–4, 6–2                   |
| Поразка   | 26–15 | Бер 2012 | Даллас, США                    | Челленджер | Тверде   | Майкл Расселл     | Сантьяго Гонсалес Скотт Ліпскі         | 4–6, 3–6                   |
| Перемога  | 27–15 | Кві 2012 | Саванна, США                   | Челленджер | Ґрунт    | Карстен Болл      | Зімон Штадлер Тревіс Перротт           | 7–6(9–7), 6–4              |
| Перемога  | 28–15 | Вер 2013 | Напа, США                      | Челленджер | Тверде   | Джон-Патрік Сміт  | Стів Джонсон Тім Смичек                | 6–4. 7–6(7–2)              |

## Досягнення
| W | Ф | ПФ | ЧФ | #Р | КТ | К# | DNQ | A | NH |

### Одиночний розряд
| Турнір                                 | 2003 | 2004 | 2005 | 2006 | 2007 | 2008 | 2009 | 2010 | 2011 | 2012 | 2013 | 2014 | В-П  | SR     |
| -------------------------------------- | ---- | ---- | ---- | ---- | ---- | ---- | ---- | ---- | ---- | ---- | ---- | ---- | ---- | ------ |
| Турніри Великого шолома                |      |      |      |      |      |      |      |      |      |      |      |      |      |        |
| Відкритий чемпіонат Австралії з тенісу |      |      | 3р   | 1р   | 1р   | 1р   | 1р   |      | К3р  |      |      | К2р  | 2–5  | 0 / 5  |
| Відкритий чемпіонат Франції з тенісу   |      |      | К1р  | К1р  |      | 2р   | 1р   |      | К1р  | К2р  |      |      | 1–2  | 0 / 2  |
| Вімблдонський турнір                   |      |      | К1р  | К1р  | 1р   | 3р   | 1р   | К1р  | К1р  | К1р  | 2р   | К2р  | 3–4  | 0 / 4  |
| Відкритий чемпіонат США з тенісу       | К1р  | 1р   | 1р   | К2р  | 1р   | 2р   | К2р  |      | 1р   | 1р   | К2р  |      | 1–6  | 0 / 6  |
| В-П                                    | 0–0  | 0–1  | 2–2  | 0–1  | 0–3  | 4–4  | 0–3  | 0–0  | 0–1  | 0–1  | 1–1  | 0–0  | 7–17 | 0 / 17 |

### Парний розряд
| Турніри Великого шолома                |     |     |     |     |     |     |     |     |     |     |       |        |
| Відкритий чемпіонат Австралії з тенісу |     |     | 1р  | 1р  |     | 3р  |     |     |     |     | 2–3   | 0 / 3  |
| Відкритий чемпіонат Франції з тенісу   |     |     | 1р  |     | 3р  | 1р  |     |     |     |     | 2–3   | 0 / 3  |
| Вімблдонський турнір                   |     | К1р | 3р  | 2р  | 2р  |     | 1р  |     | 2р  |     | 5–5   | 0 / 5  |
| Відкритий чемпіонат США з тенісу       | 2р  | 2р  | 3р  | 1р  | 2р  |     | 2р  | 1р  | 1р  | 1р  | 6–9   | 0 / 9  |
| В-П                                    | 1–1 | 1–1 | 4–4 | 1–3 | 4–3 | 2–2 | 1–2 | 0–1 | 1–2 | 0–1 | 15–20 | 0 / 20 |